# Tornyos (Szlovákia)
Tornyos (1899-ig Turna, szlovákul Trenčianska Turná) község Szlovákiában, a Trencséni kerületben, a Trencséni járásban. Hámoros tartozik hozzá.

## Fekvése
Trencséntől 5 km-re délre, a Vág középső folyásánál, a folyó bal partjának közelében, a Trencséni-medence közepén fekszik.

## Története
A régészeti leletek tanúsága szerint területén már a kőkorszakban, az i. e. 13000 körüli időben is éltek emberek. A rómaiak jelenlétére nemcsak az itt talált sziklafelirat, hanem egy római éremlelet is emlékeztet. A falu nevéből egy itt állt őrtoronyra lehet következtetni, mely stratégiailag fontos helyen állt.
A név először pataknévként „Turna aqua” alakban jelenik meg a zoborhegyi bencés apátság 1113-ban kelt oklevelében. A falu első említése 1269-ből származik. A középkorban a Csák nemzetség és a gróf Cseszneky család birtoka volt.
Egykor a nagybiróci plébániához tartozott, melynek templomát Szent György tiszteletére szentelték. Az 1331-es pápai tizedjegyzék szerint Lupus nevű papja 17 garast fizetett. Magának a falunak a fakápolnájáról 1406-ból származik az első említés. Ekkor engedélyezik bővítését és kőből történő átépítését. Amikor a 16. század közepén a biróci plébánostól elvették templomát a protestánsok a tornyosi templomba jöttek. A historia domus szerint a falu egyházi iskolája már 1588 előtt működött, temploma pedig Szent Márton tiszteletére volt szentelve. Az ellenreformáció trencséni úttörői a 17. században a szkalkai jezsuiták voltak, ebben az időben a korábban elfoglalt templomok visszakerültek a katolikusok kezére.
1663. október 2-án a török 17 vágmenti településsel együtt Tornyost is felégette. A templomot is újjáépítették, majd a 18. század közepén átépítették. 1708. augusztus 3-án a község területén zajlott a szabadságharc kimenetele szempontjából döntő fontosságú trencséni csata II. Rákóczi Ferenc és Sigbert Heister generális csapatai között. Erre emlékeztet a hámorosi részen álló emlékmű.
A 18. század végén Vályi András így ír róla: „TURNA. Tót falu Trentsén Várm. földes Urai Gr. Illésházy, és több Uraságok, lakosai katolikusok, fekszik Béla alatt nem meszsze, dél felé; földgye termékeny, réttye, legelője, fája, makkja van, piatza közel.”
1832. március 8-án a községben nagy tűzvész pusztított, melyben a templom is súlyos károkat szenvedett.
Fényes Elek 1851-ben kiadott geográfiai szótárában így ír a faluról: „Turna, tót falu, Trencsén vmegyében, Trencséntől délre 1 órányira. Számlál 585 kath., 15 evang., 11 zsidó lak. Kath. paroch. templom. Földje termékeny; rétje jó; legelője elég; erdeje nagy; savanyuviz forrása és serfőző háza is van. Timon Sámuel itt született. F. u. a dubniczai uradalom.”
A trianoni békéig Trencsén vármegye Trencséni járásához tartozott.
Tornyos és Hámoros községeket 1976-ban egyesítették.

## Népessége
| Év:            | 1994. | 2004.    | 2014.    | 2024.    |
| -------------- | ----- | -------- | -------- | -------- |
| Emberek száma: | 2464  | 2743     | 3170     | 3561     |
| Eltérés:       |       | +11,32 % | +15,56 % | +12,33 % |

| Év:            | 2023. | 2024.   |
| -------------- | ----- | ------- |
| Emberek száma: | 3540  | 3561    |
| Eltérés:       |       | +0,59 % |

1910-ben 968, túlnyomórészt szlovák lakosa volt.
2001-ben 2566 lakosából 2540 szlovák volt.
2011-ben 3120 lakosából 2969 szlovák volt.

## Nevezetességei
- Szent Márton tiszteletére szentelt római katolikus temploma eredetileg a 15. században épült, gótikus stílusú volt. 1690-ben mellékkápolnával bővítették, majd 1754 és 1756 között barokk stílusban átépítették. Alatta két sírbolt található, ahol a Marsovszky, Ordódy és Mednyánszky családok tagjai nyugszanak. Harangja 1832-ben készült.
- A falu déli végén áll Nepomuki Szent János szobra, mely a talapzatán található felirat szerint („DOMICELA BORSCICZKÝ SUZANNA ANO DNI 1794.”) 1794-ben készült. Körülötte egykor kilenc hársfa állt, melyből mára négy maradt.
- Hámoroson áll a trencséni csata emlékműve.

## Híres emberek
- Itt született 1675-ben Timon Sámuel jezsuita tanár, történész, polihisztor, a modern magyar történetírás megalapozója.

## Külső hivatkozások
- Hivatalos oldal
- E-obce.sk Archiválva 2010. március 12-i dátummal a Wayback Machine-ben
- Tornyos Szlovákia térképén
- Községinfó

## Lásd még
- Hámoros